# Herbert Feuerstein
Herbert Feuerstein (Zell am See, 15 giugno 1937 – Erftstadt, 6 ottobre 2020) è stato un giornalista, comico e conduttore televisivo austriaco naturalizzato tedesco.

## Biografia
Feuerstein nacque a Zell am See, in Austria, e dal 1956 al 1958 frequentò il Mozarteum di Salisburgo per studiare in pianoforte, clavicembalo e composizione musicale. Tuttavia non si diplomò mai e nel 1960 si trasferì a New York, seguendo la sua prima moglie. Lì lavorò per il quotidiano in lingua tedesca "New Yorker Staats-Zeitung", di cui divenne nel 1968 direttore. Fu poi corrispondente dagli Stati Uniti per la rivista satirica tedesca "Pardon".
Dopo aver divorziato, nel 1969 Feuerstein tornò in Europa. Lavorò come editore di Pardon e in seguito fu direttore della versione tedesca di Mad.
Dal 1984 lavorò principalmente per la TV tedesca, essendo partner di Harald Schmidt in spettacoli comici come Pssst ... (1989-1995) e Schmidteinander (1990-1994). Nel 1995 recitò nel film televisivo Entführung aus der Lindenstraße . Due volte, nel 1997 e nel 1998, condusse programmi televisivi in diretta per dodici ore consecutive, chiamati Feuersteins Nacht, per la WDR . Fu poi doppiatore di Gilbert Huph - con il quale aveva una sorprendente somiglianza fisica - nella versione in lingua tedesca della serie Gli Incredibili della Pixar.
Divenne cittadino tedesco nel 1992.